# Limesbahn
| |                      |                              |                              |
| Streckennummer (DB): | 3641                 |                              |                              |
| Kursbuchstrecke (DB): | 645.3                |                              |                              |
| Streckenlänge: | 5,082 km             |                              |                              |
| Spurweite: | 1435 mm (Normalspur) |                              |                              |
| Stromsystem: | 15 kV 16,7 Hz ~      |                              |                              |
| Zugbeeinflussung: | PZB                  |                              |                              |
| Zweigleisigkeit: | –                    |                              |                              |
| |                      |                              |                              |
| \| \| \| von Frankfurt-Rödelheim \| \| \| \| 0,203 \| Niederhöchstadt \| Niederhöchstadt \| \| \| \| nach Kronberg \| \| \| \| 1,175 \| Schwalbach am Taunus Nord \| Schwalbach am Taunus Nord \| \| \| \| Schwalbacher S-Bahn-Tunnel \| \| \| \| 1,906 \| Schwalbach am Taunus (Limes) \| Schwalbach am Taunus (Limes) \| \| \| \| \| \| \| \| 3,794 \| Sulzbach (Taunus) Nord \| Sulzbach (Taunus) Nord \| \| \| \| Hauptstraße \| \| \| \| \| von Frankfurt-Höchst \| \| \| \| 4,860 \| Sulzbacher Straße (22 m) \| Sulzbacher Straße (22 m) \| \| \| 5,285 \| Bad Soden (Taunus) \| Bad Soden (Taunus) \| |                      |                              |                              |
| Strecke |                      | von Frankfurt-Rödelheim      | von Frankfurt-Rödelheim      |
| Bahnhof | 0,203                | Niederhöchstadt              | Niederhöchstadt              |
| Abzweig geradeaus und nach rechts |                      | nach Kronberg                | nach Kronberg                |
| Haltepunkt / Haltestelle | 1,175                | Schwalbach am Taunus Nord    | Schwalbach am Taunus Nord    |
| Tunnelanfang |                      | Schwalbacher S-Bahn-Tunnel   | Schwalbacher S-Bahn-Tunnel   |
| Haltepunkt / Haltestelle (im Tunnel) | 1,906                | Schwalbach am Taunus (Limes) | Schwalbach am Taunus (Limes) |
| Tunnelende |                      |                              |                              |
| Haltepunkt / Haltestelle | 3,794                | Sulzbach (Taunus) Nord       | Sulzbach (Taunus) Nord       |
| Brücke |                      | Hauptstraße                  | Hauptstraße                  |
| Abzweig geradeaus und von links |                      | von Frankfurt-Höchst         | von Frankfurt-Höchst         |
| Brücke | 4,860                | Sulzbacher Straße (22 m)     | Sulzbacher Straße (22 m)     |
| Kopfbahnhof Streckenende | 5,285                | Bad Soden (Taunus)           | Bad Soden (Taunus)           |

Als Limesbahn wird eine durchgehend eingleisige und elektrifizierte Eisenbahnhauptstrecke bezeichnet, die am westlichen Stadtrand von Frankfurt am Main Eschborn-Niederhöchstadt mit Bad Soden am Taunus verbindet.
Die 5,082 Kilometer lange Strecke wurde 1972 eröffnet und ist Teil der S-Bahn Rhein-Main. Sie ist eine Querverbindung zwischen zwei bereits im 19. Jahrhundert gebauten Vorortstrecken, der Sodener Bahn (1847) und der Kronberger Bahn (1874).
Anlass zum Bau der Strecke war die zeitgleiche (1962–73) Errichtung der Großsiedlung Limesstadt in Schwalbach am Taunus. Auch die annähernd parallel verlaufende und ebenfalls damals gebaute Straßentangente Limesspange (L3014) trägt den Limes im Namen, der etwa 10 km weiter nördlich im Taunus verlief.

## Geschichte und Gegenwart
Nachdem seit dem Jahre 1964 am Rande der Gemeinde Schwalbach im Main-Taunus-Kreis „auf der grünen Wiese“ die Großwohnsiedlung „Limesstadt“ entstand, wurde erkannt, dass eine zufriedenstellende Erschließung mit öffentlichen Verkehrsmitteln nur per Bahn möglich war. Mithilfe des zuständigen Bundestagsabgeordneten Georg Leber, der von 1966 bis 1972 Bundesverkehrsminister war, gelang es, eine – von Beginn an elektrisch betriebene – Nebenbahn zu errichten.
Am 22. Dezember 1970 konnte ein Pendelverkehr zwischen dem Bahnhof Niederhöchstadt und Schwalbach Limesbahnhof eröffnet werden. Am 6. November 1972 wurde die bestehende Lücke bis Bad Soden geschlossen, das bis dahin nur mit Frankfurt-Höchst eine Bahnverbindung durch die Sodener Bahn besaß.
Seit 28. Mai 1978 fährt die S-Bahn-Linie S3 auf dieser Strecke von Bad Soden Richtung Frankfurt.

## Schwalbach Nord
Am 31. Oktober 2008 ging zwischen den Stationen Schwalbach Limes und Niederhöchstadt der Haltepunkt Schwalbach Nord in Betrieb. Das Gewerbegebiet Nord („Am Kronberger Hang“) in Schwalbach am Taunus erhielt damit eine eigene Station, um den dort Beschäftigten von Großunternehmen wie Data General und EMC2 einen kürzeren Weg zum Arbeitsplatz zu ermöglichen. Der Haltepunkt besteht aus einem 210 Meter langen Bahnsteig, welcher barrierefrei ausgebaut wurde.
Die geschätzten Baukosten des Haltepunktes beliefen sich auf 1,5 Millionen Euro, die Planungskosten beliefen sich auf 300.000 Euro. Ursprünglich war der Baubeginn für September 2007 geplant, verzögerte sich aber bis Februar 2008.